# Dharamvir Bharati
Dharamvir Bharati (Hindi धर्मवीर भारती; Dharmavīr Bhāratī; * 25. Dezember 1926 in Allahabad; † 4. September 1997 in Mumbai) war indischer Schriftsteller.
Dharamvir Bharati hatte großen Einfluss auf die Hindi-Literatur und gilt als einer der bedeutendsten Dichter und Schriftsteller in Hindi in Indien. Sein Roman "Gunahon ka Devtaa" wurde zum Klassiker.
Von 1960 bis 1987 war er Herausgeber der Hindi-Wochenzeitschrift Dharmayug in Mumbai. Während dieser langen Zeit wurde Dharmayug die größte Wochenzeitschrift in Hindi.
Für sein literarisches Werk erhielt er viele Preise.

## Werke
- Gunahon ka Devtaa
- Suraj Ka Satvan Ghoda, wurde 1992 verfilmt
- Andha Yug
- Kanupriya
- Thanda Loha
- Saat Geet Varsh
- Sapana Abhi Bhi

| Personendaten    | Personendaten            |
| ---------------- | ------------------------ |
| NAME             | Bharati, Dharamvir       |
| KURZBESCHREIBUNG | indischer Schriftsteller |
| GEBURTSDATUM     | 25. Dezember 1926        |
| GEBURTSORT       | Allahabad, Uttar Pradesh |
| STERBEDATUM      | 4. September 1997        |
| STERBEORT        | unsicher: Mumbai         |